# Hapalogenys sennin
Hapalogenys sennin är en fiskart som beskrevs av Iwatsuki och Tetsuji Nakabo 2005. Hapalogenys sennin ingår i släktet Hapalogenys och familjen Hapalogenyidae. Inga underarter finns listade i Catalogue of Life.